# Phalanta seychellarum
Phalanta seychellarum är en fjärilsart som beskrevs av Holland 1896. Phalanta seychellarum ingår i släktet Phalanta och familjen praktfjärilar. Inga underarter finns listade i Catalogue of Life.